# Francesco Zucchi (graveur)
Pour les articles homonymes, voir Francesco Zucchi et Zucchi.
Francesco Zucchi (Venise, 1692 — 1764) est un graveur italien.

## Biographie
Francesco Zucchi naît à Venise en 1692. Il a deux frères, Andrea (1679-1740, peintre et graveur) et Carlo (d) (1682-1767, architecte et graveur). Le premier le forme à la gravure, et ils gravent ensemble plusieurs planches pour Verona Illustrata,. Il est également décrit comme proche de Pietro Scalvini, dont il grave plusieurs dessins.
Francesco Zucchi reprend l'atelier de son frère quand celui-ci part pour Dresde en 1726. Il crée ses premières séries, mais se spécialise d'abord dans l'illustration de livres, puis dans les sujets architecturaux,. Il travaille beaucoup pour des libraires et aurait laissé plus de 200 estampes, la plupart de mauvaise qualité.
Il est invité à Dresde pour graver quelques plaques d'après les tableaux de la Gemäldegalerie Alte Meister, mais son travail est interrompu par la guerre de Sept Ans,. Il participe notamment avec son neveu Lorenzo (de), mais n'est probablement jamais allé lui-même à Dresde, Füssli suggérant que Zucchi envoyait là-bas ses œuvres depuis Venise.
Francesco Zucchi produit 24 vedute de Venise pour Il Forestiere illuminato (1740), puis de Brescia ou de Bressanone pour Vedute di Bressanone d'après des tableaux de Francesco Battaglioli, ainsi que des portraits de personnalités vénitiennes,.
Il crée de nombreuses illustrations de livres dont la traduction italienne de 1742 du Paradis perdu de Milton, la Divine Comédie de Dante, Panorama di Brescia (1751), Teatro delle fabbriche più cospicue (Giovanni Battista Albrizzi, vers 1765/1766).
Outre les sujets architecturaux et les illustrations, on connaît de lui quelques œuvres d'après Rubens, Giambettino Cignaroli et Antonio Balestra,. Il grave au burin sur cuivre, sur bois et en manière noire,.
Francesco Zucchi meurt à Venise le 13 octobre 1764. Son fils Antonio (1726-1795) est peintre et son fils Giuseppe (en) (1721–1805) est graveur.

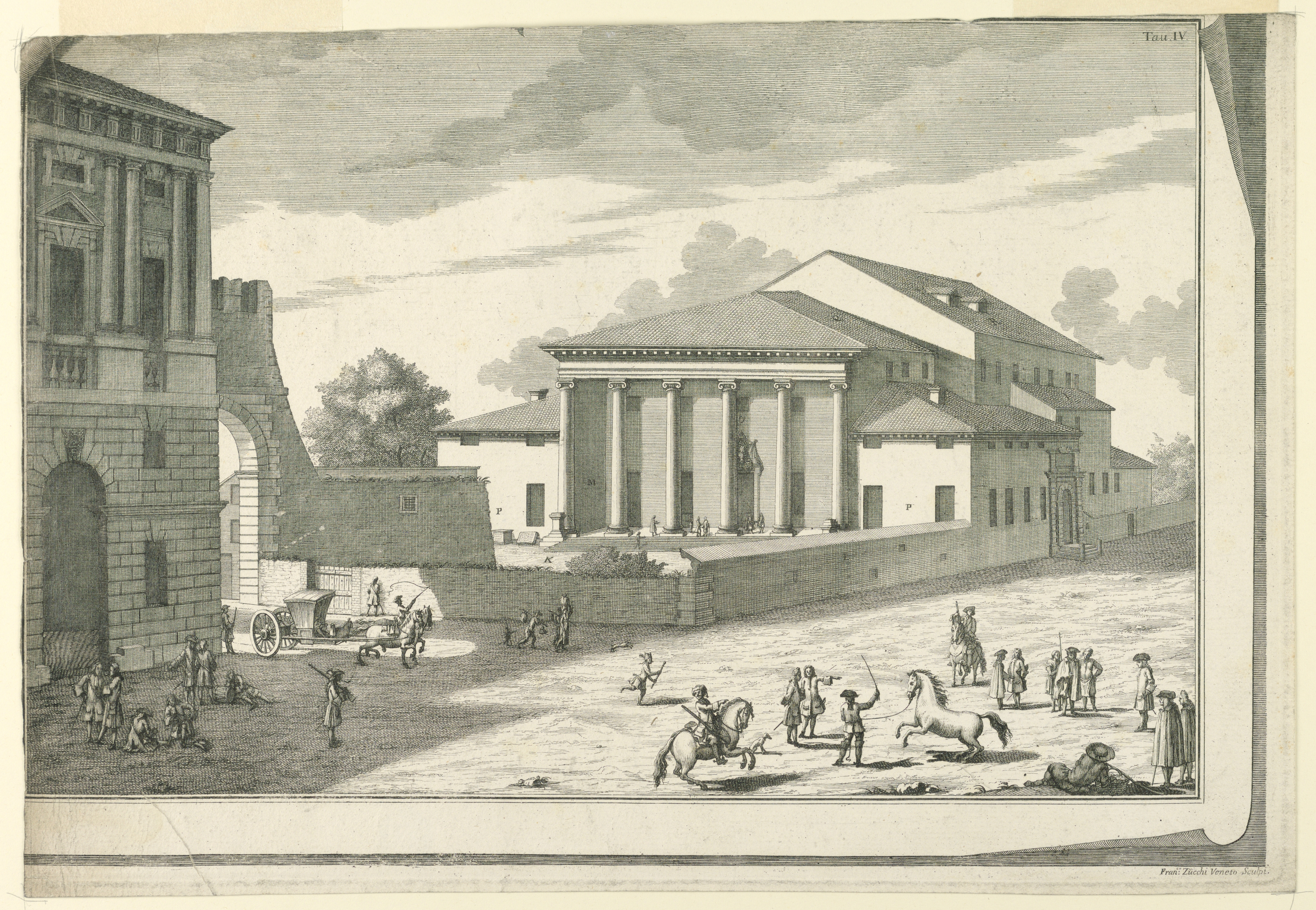
Exterior, Teatro Filarmonico, Verona, eau-forte, 1731.
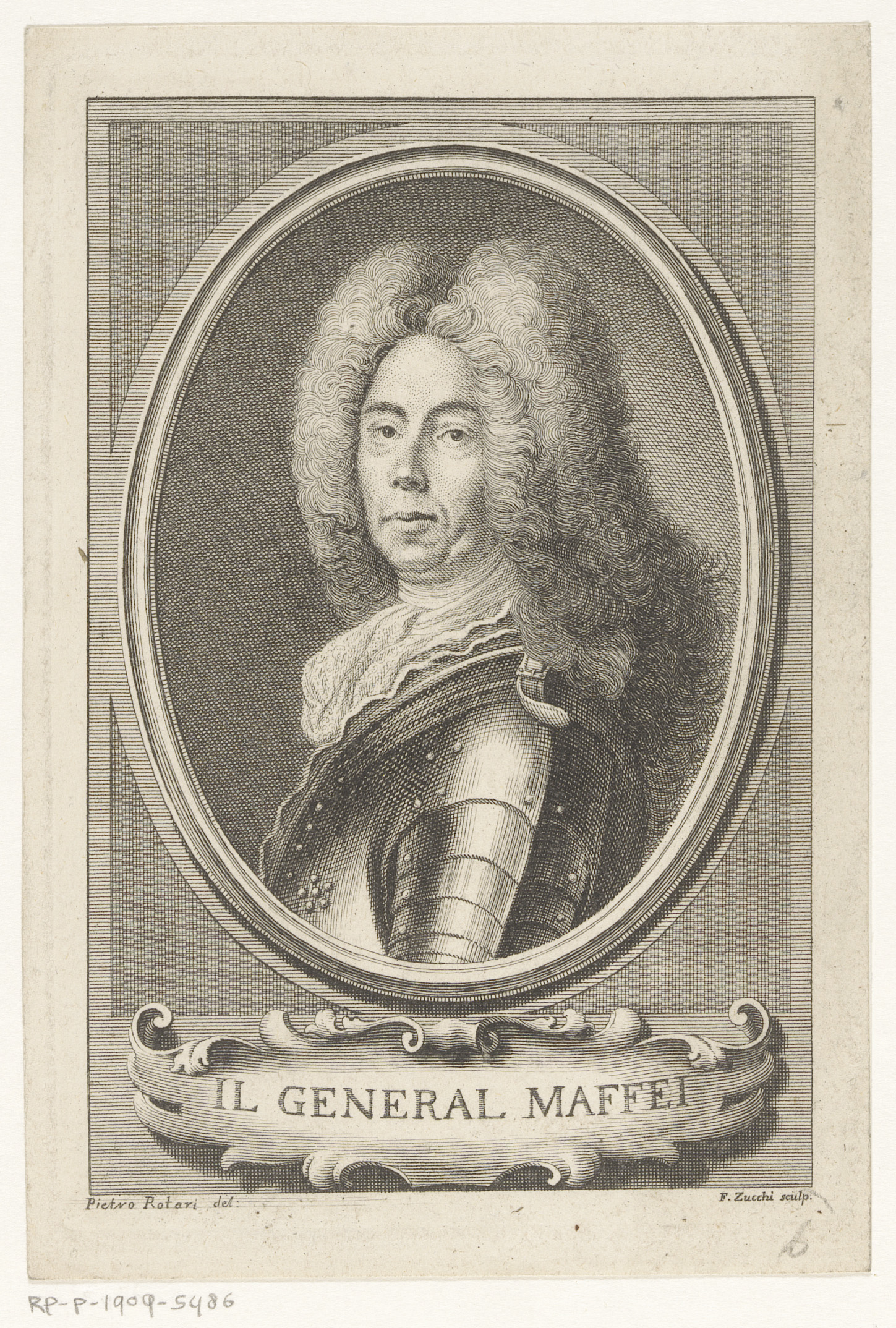
Portrait du marquis Alessandro Maffei, d'après Pietro Rotari.